# Радослав Радивојевић
Радослав Радивојевић (Подујево, 1943 — Врање, 2009) био је српски редитељ, глумац, књижевник и историчар позоришта, дугогодишњи директор Позоришта „Бора Станковић“ у Врању.

## Биографија
Рођен је у Подујеву, одрастао у Урошевцу, дипломирао на Факултету драмских уметности (1970) и на Економском факултету (1972) Универзитета у Београду. Једно време радио у Радио-телевизији Београд, а онда 1972, по конкурсу, долази за управника и редитеља у Позориште „Бора Станковић“ у Врању. Од скромног ансамбла који је затекао створио је професионално позориште са школом за младе глумце.
Захваљујући Радивојевићу, Врање је од 1978. до 1991. године било стални домаћин Фестивала аматерских позоришта Србије, а од 1992. до 1997. године суорганизатор Фестивала драмских аматера Југославије. Због изванредних резултата Општина Врање 1997. године доноси одлуку којом Позориште „Бора Станковић“ постаје професионално. Од тада, па до његове смрти изведено је преко 50 премијера. Са представом „Кривово“, по тексту Радосава Стојановића и у режији Југа Радивојевића, Позориште „Бора Станковић“ победник је Сусрета професионалних позоришта Србије „Јоаким Вујић“ 2003. године
Радослав Радивојевић 1979. године оснива манифестацију „Борини позоришни дани“, на којој су, за његова живота, гостовала бројна позоришта из земље и иностранства, извевши преко 400 представа. Он сам режирао је преко сто представа за децу и одрасле, а глумио у педесетак.
Преминуо је 27. јануара 2009. године у Врању. Сахрањен је у Алеји заслужних грађана на Новом гробљу у Београду.

## Дела

### Драме
- Чемер,
- Бели мост,
- Жудња.

### Драматизације
- Нечиста крв,
- Увела ружа,
- Божји људи,
- Газда Младен, све по делу Боре Станковића.

### Улоге у филмовима
- Нечиста крв, Стојана Стојчића
- Гуча, Душана Милића

### Књиге из историје позоришта
- Позоришни живот Врања, монографија, Врање, 1987,
- 25 година „Бориних позоришних дана, Врање, 2005,
- Позоришни времеплов Врања од 1896. до 2006. године, Врање, 2006.